# العريشة (القفر)

تعديل مصدري - تعديل

العريشة محلة تابعة لقرية الساتى، التابعة لعزلة بني سيف العالي بمديرية القفر إحدى مديريات محافظة إب في الجمهورية اليمنية، بلغ تعداد سكانها 55 حسب تعداد اليمن لعام 2004.